# Fersfield
Fersfield est un village du Norfolk en Angleterre.

## Géographie
Fersfield est délimité à l'est et au sud par le village de Bressingham, à l'ouest par South Lopham (en) et North Lopham et au nord par Kenninghall. Historiquement, la paroisse marquait la limite de Diss.

## Histoire
Fersfield a porté les noms de Fersevella, Fervessella, Ferefeud, Fairfeud, Fairvill et Fersfell mais son nom actuel remonte à 1086 d'après le Domesday Book.
Son église est dédiée à Saint Andrew et remonte, au moins en partie, du XIIe siècle. Elle comporte un font baptismal d'architecture romane normande et une effigie en bois peinte d'un certain Robert du Bois.
Le village a été connu aussi pour son RAF Fersfield (en), un ancien aérodrome utilisé lors de la Seconde Guerre mondiale qui a été fermé après la guerre et brièvement utilisé comme piste de course automobile avant d'être remis en usage agricole.

## Personnalité
- Francis Blomefield (1705-1752), historien, y est né.